# آیزاک مابایا
آیزاک مابایا (انگلیسی: Isaac Mabaya؛ زادهٔ ۲۲ سپتامبر ۲۰۰۴) بازیکن فوتبال اهل بریتانیا است که در حال حاضر برای لیورپول در پست مدافع بازی می‌کند.
وی همچنین در تیم‌های ملی فوتبال زیر ۱۶ سال، زیر ۱۶ سال، زیر ۱۸ سال و زیر ۱۶ سال انگلستان بازی کرده است.

## دوران کودکی
مابایا در پریستون، لانکاشر از پدر و مادری زیمبابوه‌ای به نام‌های دیوید مابایا و روزینا موگابه زاده شد. او در سن شش‌سالگی به لیورپول پیوست.

## دوران باشگاهی
مابایا از طریق سیستم آکادمی لیورپول پیشرفت کرد. او در ابتدا به‌عنوان هافبک بازی می‌کرد اما در طول فصل ۲۱–۲۰۲۰ به پُست مدافع راست منتقل شد. او نخستین قرارداد حرفه‌ای خود را در سپتامبر ۲۰۲۱ با این باشگاه امضا کرد. در ژانویهٔ ۲۰۲۲، او برای نخستین‌بار به فهرست روز بازی تیم نخست لیورپول در اف‌ای کاپ مقابل شروزبری تاون دعوت شد، اگرچه به‌عنوان بازیکن ذخیره بدون استفاده باقی ماند.
مابایا در فصل ۲۲–۲۰۲۱ در پُست مدافع راست برای تیم زیر ۱۸ سال لیورپول به‌خوبی درخشید و همین امر باعث شد تا برای تور آسیای شرقی در تابستان ۲۰۲۲ به تیم اصلی لیورپول دعوت شود. او در این تور فرصت بازی پیدا کرد و برابر منچستر یونایتد در بانکوک به میدان رفت.
فصل ۲۳–۲۰۲۲ مابایا به دلیل مصدومیت مچ پا در ماه اکتبر به‌پایان رسید. او در ماه مه ۲۰۲۳ قرارداد حرفه‌ای جدیدی با لیورپول امضا کرد.
او در تاریخ ۲۹ ژانویهٔ ۲۰۲۵ به فهرست تیم اصلی لیورپول برای دیدار لیگ قهرمانان اروپا مقابل پی‌اس‌وی آیندهوون اضافه شد و در میان بازیکنان ذخیره قرار گرفت.
در ۹ فوریه، او نخستین بازی رسمی خود را در مرحلهٔ چهارم اف‌ای کاپ و در دیدار خارج از خانه مقابل پلیموث آرگیل انجام داد؛ جایی که در دقیقهٔ ۱۱ به‌جای جو گومز، کاپیتان مصدوم تیم، وارد زمین شد.

## دوران ملی
مابایا که ملی‌پوش جوانان انگلستان است، نخستین بار در مارس ۲۰۲۲ به تیم زیر ۱۸ سال انگلستان دعوت شد. او در نخستین بازی‌اش مقابل تیم زیر ۱۸ سال سوئد گلزنی کرد.
مابایا سپس در سپتامبر ۲۰۲۲ برای نخستین بار به تیم زیر ۱۹ سال انگلستان دعوت شد. او همان ماه نخستین بازی‌اش را در پیروزی ۶–۰ خانگی برابر گرجستان انجام داد و پاس گل برای هم‌تیمی‌اش در لیورپول، اوکلی کانونیر، داد.
در نوامبر ۲۰۲۳، مابایا از سوی بالتمار بریتو به تیم ملی بزرگسالان زیمبابوه برای مسابقات انتخابی جام جهانی فوتبال ۲۰۲۶ مقابل رواندا و نیجریه دعوت شد. بااین‌حال، او در فهرست نهایی این مسابقات حضور نداشت.